# Nossa Senhora de Caravaggio
Nossa Senhora de Caravaggio é um título dado à mãe de Jesus, Maria, que segundo a tradição católica apareceu na localidade de Caravaggio, na Itália, no ano 1432. No Brasil, o seu maior santuário fica na cidade de Farroupilha, Rio Grande do Sul. Em diversos municípios da Serra Gaúcha, região de forte influência italiana, tem-se o dia 26 de maio como feriado, realizando-se romaria anual ao santuário.

## A aparição acontece em meio a divisões
A história relatada abaixo é atribuída à fé católica. O município de Caravaggio, terra da aparição, se encontrava nos limites dos estados de Milão e Veneza e na divisa de três dioceses: Cremona, Milão e Bérgamo. Ano de 1432, época marcada por divisões políticas e religiosas, ódio, heresias, assolada por bandidos e agitada por facções, traições e crimes. Além disso, teatro da segunda guerra entre a República de Veneza e o ducado de Milão, passou para o poder dos venezianos em 1431. Pouco antes da aparição, em 1432, uma batalha entre os dois estados assustou o país.
Neste cenário de desolação, às 17 horas da segunda-feira, 26 de maio de 1432, acontece a aparição de Nossa Senhora a uma camponesa. A história conta que a mulher, de 32 anos, era tida como piedosa e sofredora. A causa era o marido, Francisco Varoli, um ex-soldado conhecido pelo mau caráter e por bater na esposa. Maltratada e humilhada, Joaneta Varoli colhia pasto em um prado próximo, chamado Mazzolengo, distante 2 km de Caravaggio.
Entre lágrimas e orações, Joaneta avistou uma senhora que na sua descrição parecia uma rainha, mas que se mostrava cheia de bondade. Dizia-lhe que não tivesse medo, mandou que se ajoelhasse para receber uma grande mensagem. A senhora anuncia-se como “Nossa Senhora” e diz: “Tenho conseguido afastar do povo cristão os merecidos e iminentes castigos da Divina Justiça, e venho anunciar a Paz”. Nossa Senhora de Caravaggio pede ao povo que volte a fazer penitência, jejue nas sextas-feiras e vá orar na igreja no sábado à tarde em agradecimento pelos castigos afastados e pede que lhe seja erguida uma capela. Como sinal da origem divina da aparição e das graças que ali seriam dispensadas, ao lado de onde estavam seus pés, brota uma fonte de água límpida e abundante, existente até os dias de hoje e nela muitos doentes recuperam a saúde.
Joaneta, na condição de porta-voz, leva ao povo e aos governantes o recado da Virgem Maria para solicitar-lhes – em nome de Nossa Senhora – os acordos de paz. Apresenta-se a Marcos Secco, senhor de Caravaggio, ao Duque Felipi Maria Visconti, senhor de Milão, ao imperador do Oriente, João VIII Paleólogo, no sentido de unir a igreja dos gregos com o Papa de Roma. Em suas visitas, levava ânforas de água da fonte sagrada, que resultavam em curas extraordinárias, prova de veracidade da aparição. Os efeitos da mensagem de paz logo apareceram. A paz aconteceu na pátria e na própria Igreja (veja Concílio de Basileia-Ferrara-Florença).
Até mesmo Francisco melhorou nas suas atitudes para com a esposa Joaneta. Sobre ela, após cumprida a missão de dar a mensagem de Maria ao povo, aos estados em guerra e à própria Igreja Católica, os historiadores pouco ou nada falam. Por alguns anos foi visitada a casa onde ela morou que, com o tempo desapareceu no anonimato.

## Com os imigrantes da Itália para o Brasil

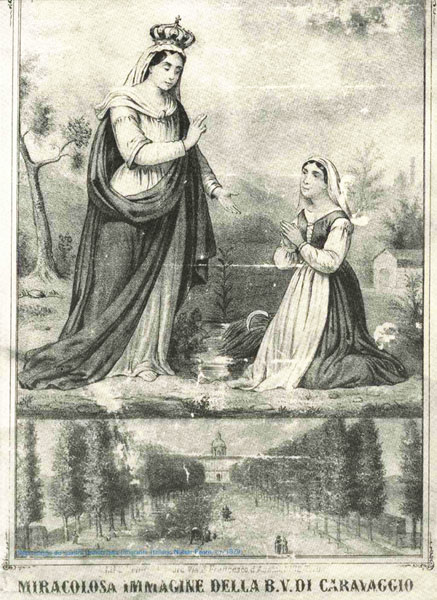
A gravura de 1724 trazida da Itália por Natal Faoro, e entronizada na capela antes da aquisição da estátua

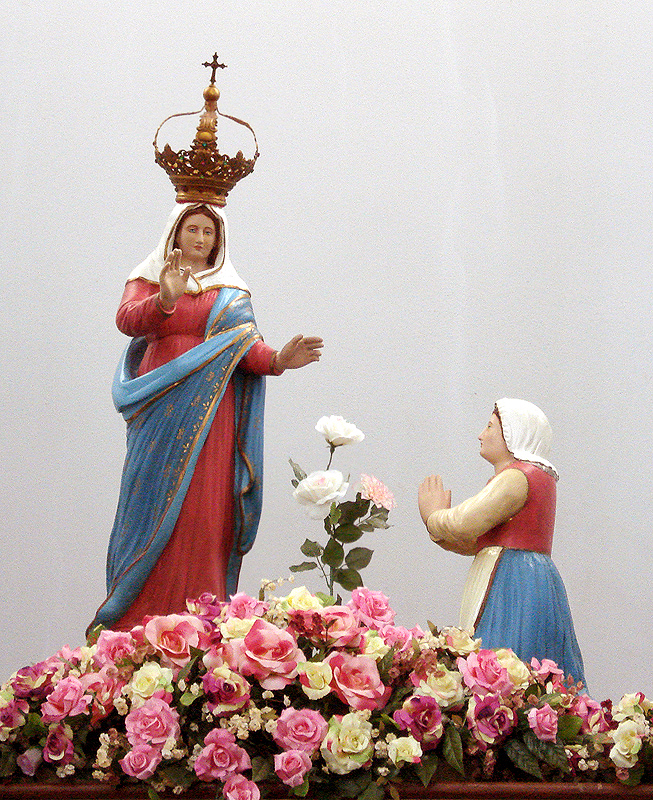
A imagem de Nossa Senhora de Caravaggio no novo santuário, esculpida por Pietro Stangherlin em 1885

Os imigrantes eram pessoas de fé e acostumados a uma vida cristã intensa. Já nos primeiros momentos em terras brasileiras, a necessidade de uma orientação espiritual tornou-se viva entre as famílias, o que só veio a acontecer cerca de um ano depois.
O primeiro atendimento religioso na Linha Palmeiro, onde está localizado o Santuário de N. S. de Caravaggio, foi feito pelo Padre Domenico Antonio Munari, que veio da Itália onde era pároco de Fastro, Município de Arsiè, BL. Segundo a tradição oral local, a primeira missa, em 1878, foi presidida pelo Padre Munari. Ele veio a falecer no final do mês de março deste mesmo ano de 1878, vítima de um acidente enquanto percorria a Linha Palmeiro com sua mula.
Após isto, o atendimento passou a ser feito pelo Padre João Menegotto, que pertencia à Paróquia de Dona Isabel (hoje, Bento Gonçalves/RS). A primeira missa foi celebrada na casa de Bernardo Sbardeloto, no morro de Todos os Santos no ano de 1878. A segunda na casa da família Biason e a terceira na casa de Antonio Franceschet, no dia 23 de janeiro de 1879. Nesta data, Franceschet teve a ideia de levantar um oratório com a ajuda do vizinho Pasqual Pasa.
Eles nunca viram na Itália um padre celebrar uma missa fora da matriz. Ver a casa transformada em igreja não parecia certo para a maioria dos moradores. Os dois chefes de família iniciaram a construção de uma igreja em segredo. Derrubaram um pinheiro, prepararam o material e construíram um capitel de 12 metros quadrados com alpendre na entrada, que localizava-se em frente ao atual cemitério de Caravaggio. A notícia se espalhou rapidamente e ganhou doações em dinheiro e mão-de-obra, transformando o oratório em capela, que comportava cerca de 100 pessoas.
Como era comum naquela época, a escolha do padroeiro gerou certo conflito entre os moradores. Todos queriam o santo de seus próprios nomes para governar espiritualmente a comunidade. Alguns sugeriram o nome de Santo Antônio, mas a ideia foi logo descartada porque o padre não poderia vir rezar a missa no dia do santo. O motivo? Santo Antônio era o padroeiro da comunidade de Dona Isabel. Outros sugeriram Nossa Senhora, entretanto, não se sabia qual.
A princípio foi escolhido o título de Nossa Senhora de Loreto, mas, não havia imagem da santa. Foi nessa época que Natal Faoro ofereceu como empréstimo um pequeno quadro com a imagem de Nossa Senhora de Caravaggio, que trouxera entre os seus pertences da Itália. O empréstimo duraria até a aquisição de uma imagem. A proposta foi aceita e o pequeno quadro passou a fazer parte do lugar de honra da capela, sobre um altarzinho. Esta capela foi inaugurada em 1879, ano I do início da devoção a Nossa Senhora de Caravaggio e ano primeiro das romarias que seriam futuramente concorridas e numerosas. Estava lançado o alicerce de uma comunidade eclesial.

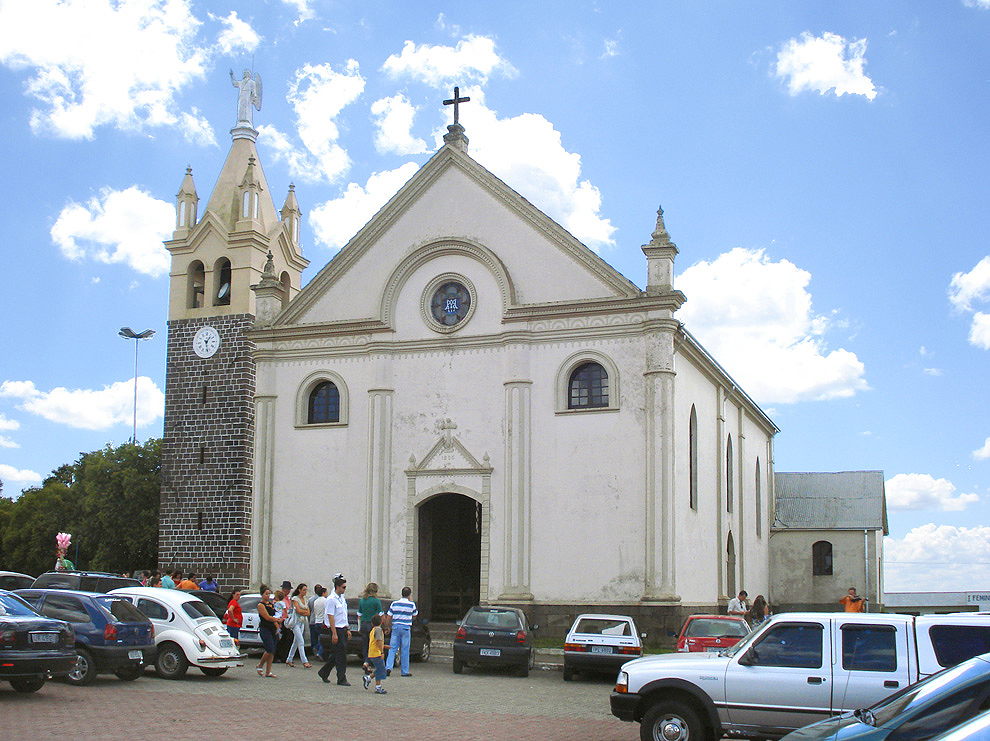
O antigo santuário de Farroupilha

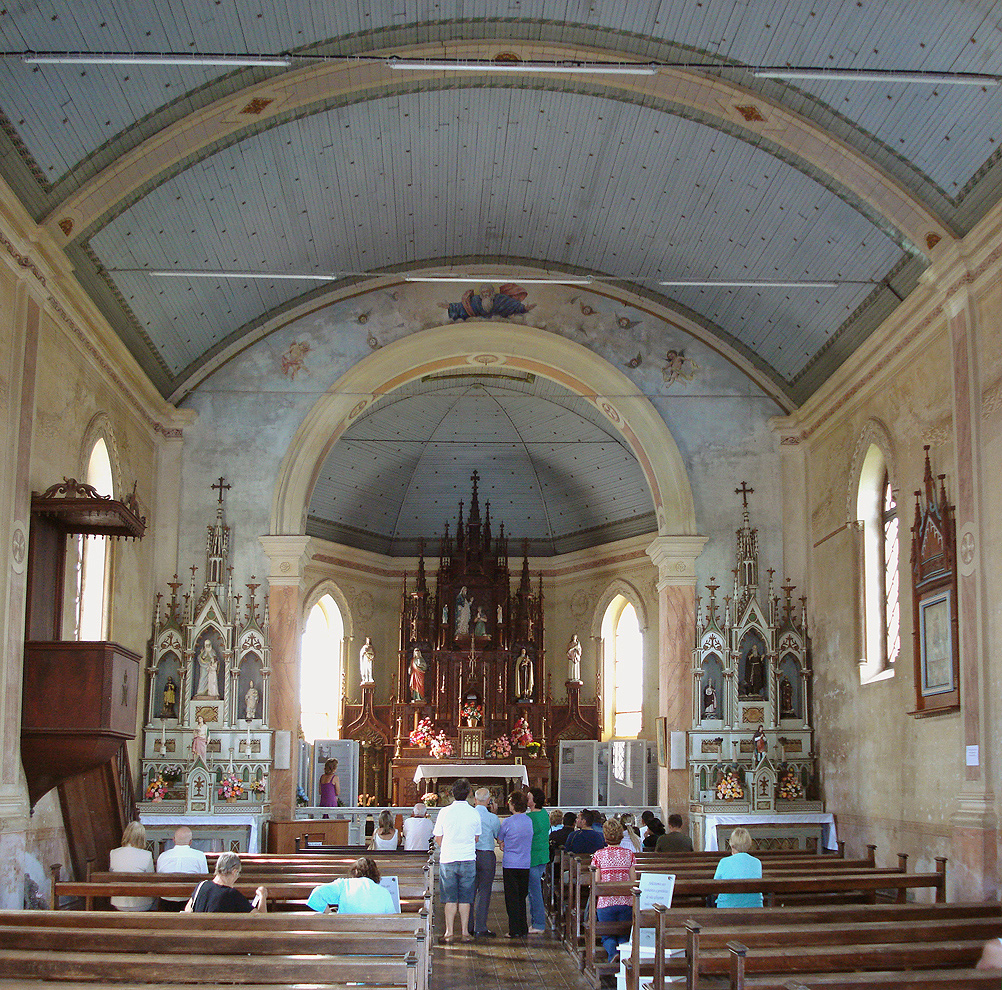
Aspecto do interior do antigo santuário

Na década seguinte, em mutirão, os imigrantes iniciaram a construção de um templo de alvenaria. Numa época em que as casas eram fabricadas em madeira ou pedra, os imigrantes improvisaram uma olaria parta fazer os tijolos. Pedras só no campanário. A comunidade passou a ser chamada de Nossa Senhora de Caravaggio, bem como o lugar onde foi erguida a capela, até 26 de maio de 1921 quando foi elevada pelo bispo de sede paroquial para Santuário Diocesano. Hoje, a comunidade é composta por cerca de 140 famílias e mais de 650 habitantes. A paróquia de Caravaggio atende a sete capelas, através do Padre Almir Risson. Em 1959, Nossa Senhora de Caravaggio foi declarada pela Santa Sé, Padroeira da Diocese de Caxias do Sul.
A estátua de Nossa Senhora de Caravaggio que encontra-se no altar do Santuário Diocesano, foi fabricada em Caxias do Sul/RS no ano de 1885, pelo escultor Pietro Stangherlin. O modelo foi o quadro em preto e branco, datado de 1724, com a imagem da santa que ocupava o altar da primeira capela. A imagem foi trazida a pé pelos imigrantes de Caxias do Sul e colocada no altar da nova igreja, construída em alvenaria.
A construção do atual Santuário de Caravaggio durou exatamente 18 anos (1945 - 1963). Imponente, com seu estilo romano e capacidade para 2 mil pessoas, uma das características mais marcantes da construção está nos grandes ambientes e na iluminação que preenche as salas do santuário.
Conforme definição das Irmãs Scalabrinianas, responsáveis pela assistência aos peregrinos e liturgia, os espaços vazios são preenchidos pela fé dos milhares de fiéis que visitam o Santuário anualmente. Segundo elas, a crença em Nossa Senhora de Caravaggio aumenta a cada ano. "O povo manifesta o seu carinho e devoção a Nossa Senhora em pequenos gestos, pequenas homenagens". A grande quantidade de flores que constantemente são encontradas circundando o altar, são provas das afirmações.
A administração do Santuário Diocesano mantém diariamente um sacerdote no atendimento dos fiéis e missas diárias. Na estrutura, seis salas de confissão e uma para orientação. E mais, posto de informações e de intenções de missas. Dentro, existe uma fonte de água (lembrando a Aparição de Nossa Senhora), benta em 26 de setembro de 1985.

## Santuários
A fé e o culto mariano junto à imigração italiana espalhou pelo Brasil santuários dedicados à Nossa Senhora de Caravaggio.
- Santuário de Caravaggio, em Farroupilha (RS).
- Santuário de Caravaggio, em Canela (RS).
- Santuário de Caravaggio, em Erechim (RS).
- Santuário de Caravaggio, em Paim Filho (RS).
- Santuário de Caravaggio, em Azambuja, Brusque (SC).
- Santuário de Caravaggio, em Joinville (SC).
- Santuário de Caravaggio, em Nova Veneza (SC).
- Santuário de Caravaggio, em Matelândia (PR).
- Santuário de Caravaggio, em Guaraciaba (SC).
- Santuário de Caravaggio, em Rio Claro (SP).
- Santuário de Caravaggio, em Linha Barra Bonita, Esperança do Sul (RS).
- Capela de Nossa Senhora de Caravaggio, em Embu das artes (SP).
- Capela de Caravaggio,em Barra Seca Paraí (RS).
- Capela de Caravaggio, em Lages (SC).
- Capela  Nossa Senhora  de Caravággio, em Vila Planaltina, Passo Fundo (RS).
- Capela Nossa Senhora de Caravaggio, na Av. Dom Érico Ferrari, em Nova Palma (RS).
- Capela Tuiuti, Nossa Senhora de Caravaggio, em São Marcos (RS).
- Igreja Nossa Senhora do Caravaggio em Santa Teresa (ES).
- Capela Nossa Senhora do Caravággio, em Linha 21, Casca (RS).
- Capela Nossa Senhora de Caravaggio, em Maracaju dos Gaúchos, Guaíra (PR)
- Igreja Nossa Senhora de Caravaggio, em Cascavel (PR)
- Igreja Nossa Senhora de Caravaggio, em Campo Mourão (PR)

### O Santuário de Farroupilha (RS)

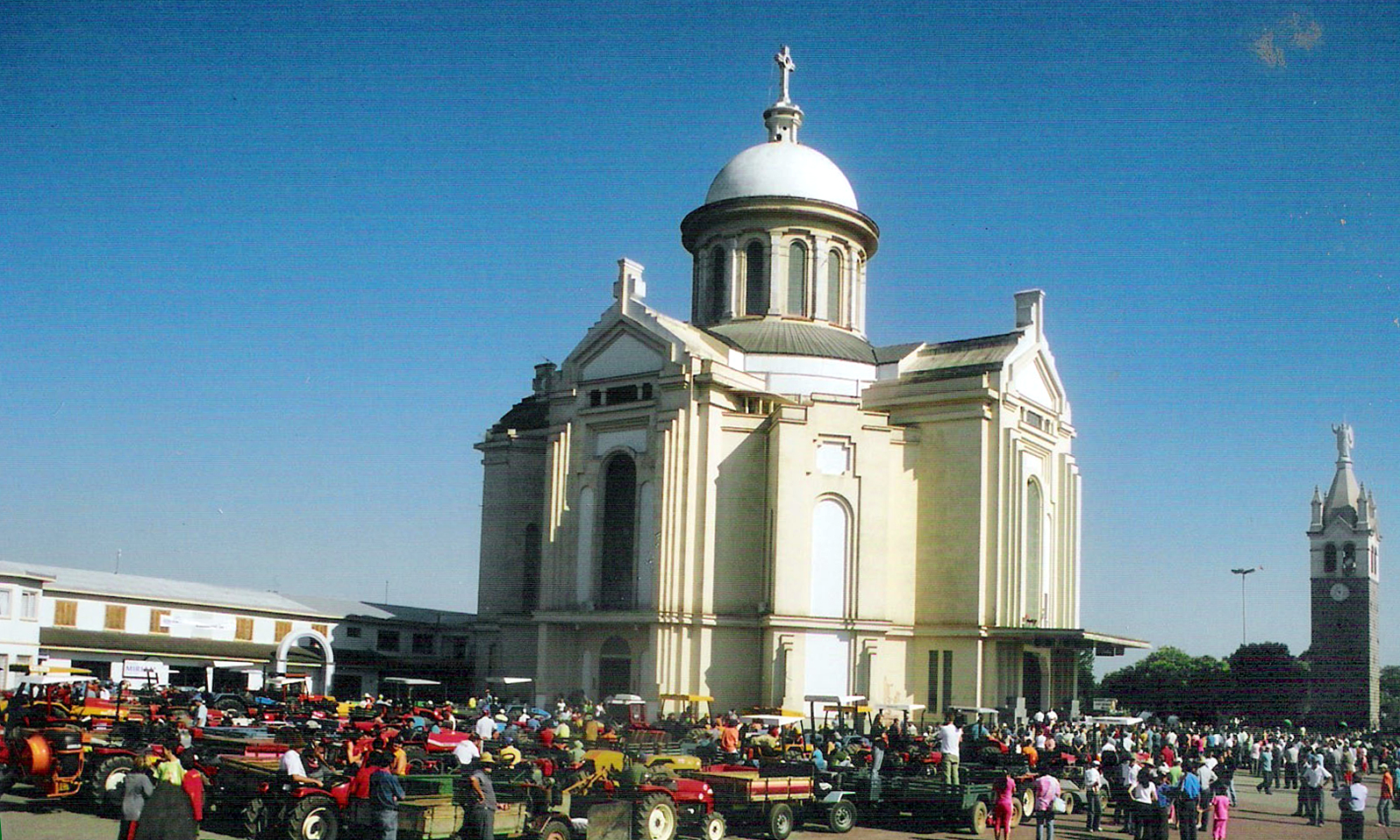
Santuário de Caravaggio em Farroupilha

O atual Santuário de Caravaggio em Farroupilha (Rio Grande do Sul) foi construído na década de 1960. Ele substitui o antigo santuário e a capela construída em 1879. Possui uma das romarias mais tradicionais do Brasil, sendo que 2007 realizou sua 128ª edição reunindo mais de 280 mil pessoas. A Romaria de 2007, assim como as anteriores sempre foi prestigiado pelos governadores do estado do Rio Grande do Sul. Em 2007 a Romaria contou com a presença da governadora Yeda Crusius e do ex-governador Germano Rigotto.
Todo o mês de maio é tomado por romarias em Farroupilha. No primeiro final de semana ocorre a romaria dos ciclistas. No segundo final de semana de maio ocorre a Cavalgada da Fé, organizada pelos cavalarianos. No terceiro final de semana é a vez dos motoqueiros expressarem sua fé. E no final de semana de 26 de maio ocorre a Romaria a pé, evento que reúne em média, acima de 250 mil pessoas.
A Capela dos Ex-votos

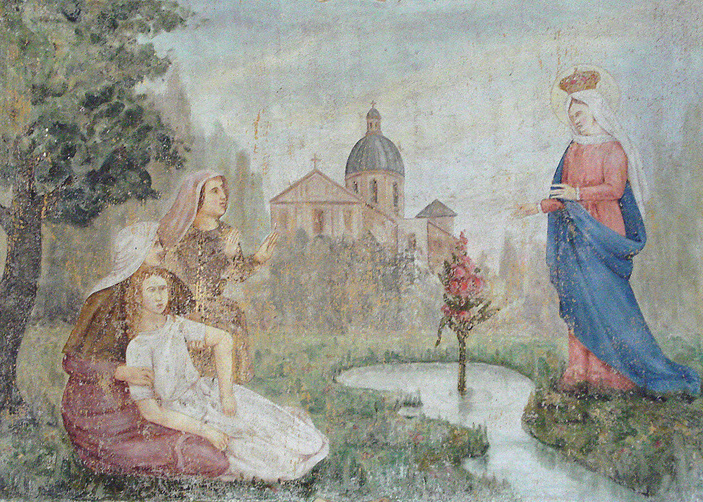
Pintura mural no interior do antigo Santuário de Caravaggio

O antigo Santuário de Nossa Senhora de Caravaggio é uma pequena igreja do complexo do santuário de Farroupilha, e foi o centro da devoção a Nossa Senhora de Caravaggio no estado até a década de 1960, quando sua função de Matriz foi assumida pela nova construção que hoje se ergue ao lado.
A velha Matriz, ou Capela dos Ex-votos, como é mais conhecida atualmente, é uma das mais antigas e importantes relíquias arquitetônicas e artísticas de caráter sacro dos primórdios da imigração italiana no Rio Grande do Sul. Apesar de necessitar de reparos, sua configuração exterior e a decoração interna se encontram ainda praticamente intactas, sobrevivendo a uma onda de demolições, reformas e modernizações irrefletidas que fez desaparecer ou desfigurou diversos templos das colônias italianas no nordeste do estado e que ainda hoje é uma ameaça para boa parte do patrimônio histórico e artístico não só no estado, mas no Brasil todo. Seu interior tem preciosos altares neogóticos em madeira entalhada, pinturas murais e uma série de estátuas do século XIX, além de abrigar uma grande coleção de ex-votos.
Monumento

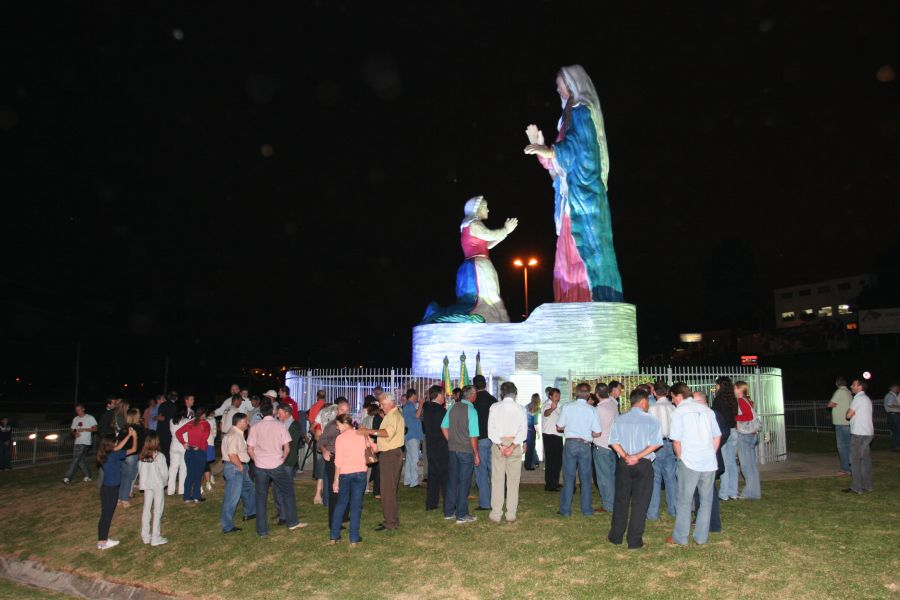
Pórtico Monumento Nossa Senhora de Caravaggio no dia de sua inauguração, em Farroupilha-RS

No ano de 2008 inaugurou-se em Farroupilha um monumento em homenagem à Nossa Senhora de Caravaggio. O monumento conta com a estátua de Nossa Senhora de Caravaggio que tem sete metros de altura e da camponesa Joaneta Varoli que tem 3,8 metros de altura. As duas estão em um pedestal de 4 metros de altura e apontaram para a Rodovia dos Romeiros, estrada que leva ao Santuário de Caravaggio em Farroupilha. As estátuas foram construídas pelo artista Ronaldo Chiaradia e são confeccionadas em resina e fibra de vidro. O monumento foi inaugurado no dia 28 de março de 2008 e fica localizado na RST 453 que liga Caxias do Sul a Bento Gonçalves.

### O Santuário de Nova Veneza (SC)

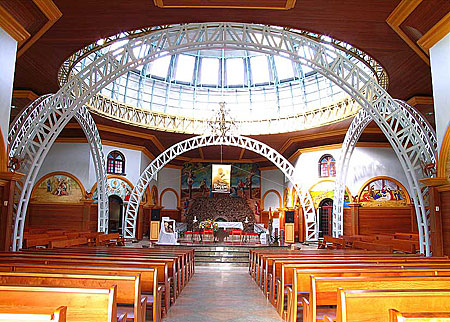
Interior do Santuário de Caravaggio em Nova Veneza

No Brasil temos também um santuário dedicado a Nossa Senhora de Caravaggio na cidade de Nova Veneza, Santa Catarina. Construído em arquitetura antiga, o Santuário de Nova Veneza é palco todos os anos da Romaria e Festa em Honra à Nossa Senhora de Caravaggio, sempre no último domingo do mês de maio.
Este santuário foi visitado por Luiz Felipe Scolari quando ganhou a Copa do Brasil de Futebol de 1991.
No ano de 2007 a Romaria de Nova Veneza realizou sua 56ª edição e contou com com um público estimado de 70 mil pessoas. Já em 2017, a festa chegou a sua 66ª edição e o Santuário completa seu cinquentenário no dia 01 de outubro do mesmo ano.

### O Santuário da Itália

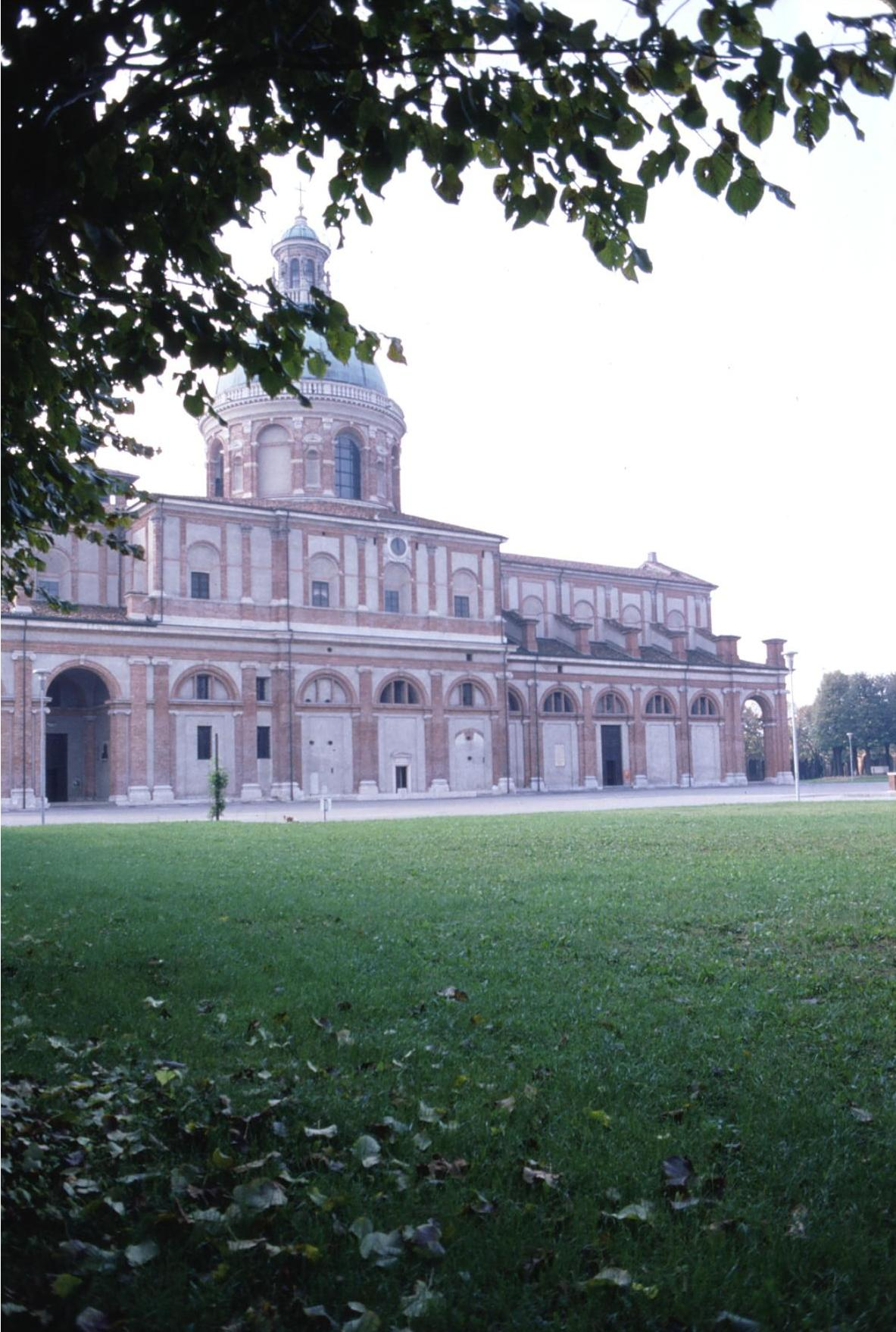
O Santuário de Caravaggio na Itália

O Santuário de Caravaggio é um monumental edifício de culto situado a sudoeste do centro da cidade de Caravaggio, Itália e dedicado à veneração de Santa Maria del Fonte que, segundo a tradição, apareceu  naquela localidade em 26 de maio de 1432, em frente à jovem cidadã Giannetta de' Vacchi.
Já em 1432 o vigário do bispado de Cremona, Bonincontro de' Secchi, havia colocado no local da aparição, o campo de Mazzolengo, a primeira pedra para construir uma capela; para acolher os numerosos doentes que recorriam a ela em peregrinação, foi edificado também um pequeno hospital ao lado da capela.
Historiadores de 1516 já descreviam a capela como uma igreja "verdadeiramente grande e distinta, com edifícios adaptados, ornamentos e pinturas para veneração" como recitam as palavras do privilégio concedido pelo Papa Leão X ao Santuário. Na metade do século a pequena igreja foi destruída e rapidamente reconstruída.
A construção do atual templo mariano, feita em grande parte pela vontade do arcebispo Carlo Borromeo, iniciou em 1575 sob projeto do arquiteto Pellegrino Tibaldi; alternando fases de grande desenvolvimento por longos intervalos, a obra da construção se estendeu até a primeira década do século XVIII com numerosas modificações e sem muito respeito ao projeto original.
O Santuário, que antes tinha a função principal como local de peregrinação, hospeda hoje um centro de acolhimento para peregrinos e doentes, um centro de aconselhamento matrimonial e familiar e um centro de espiritualidade. Os edifícios que abrigam essas atividades foram reestruturados no final do século XX pelos arquitetos de Caravaggio, Paolo e Salvatore Ziglioli; o auditório abriga valiosas obras do pintor Giorgio Versetti, também nascido em Caravaggio.
A capela e o centro de espiritualidade que foram inaugurados pelo Papa João Paulo II durante sua estada próxima ao santuário em 1992, abrigam esculturas de Mario Toffetti.
Ver também: it:Santuario di Santa Maria del Fonte presso Caravaggio (em italiano)

## O filme
O filme sobre a história de Nossa Senhora de Caravaggio, tem a participação dos atores Luciano Szafir, Cristiana Oliveira, Araci Esteves, Sidnei Borba. A direção é de Fabio Barreto.
Dia 24 de maio houve uma coletiva para a imprensa no Hotel Plaza São Rafael em Porto Alegre. Logo depois  a equipe do filme foi para Caxias onde aconteceu uma nova coletiva para a imprensa da serra gaúcha e a pré-estreia do filme.
O lançamento do filme ocorreu no dia 25 de maio de 2007, em 10 cidades do Rio Grande do Sul, entre elas, Porto Alegre, Farroupilha e Caxias do Sul.

## Devoto famoso
Nossa Senhora de Caravaggio tem a devoção de muitas pessoas, entre elas famosos como o técnico de futebol Luiz Felipe Scolari que sempre que possível comparece ao Santuário em Farroupilha para agradecer à Santa.
Outro local onde Felipão costumava frequentar para pedir veneração à Virgem era o distrito de Caravaggio, em Nova Veneza, próximo a Criciúma/SC, onde o treinador foi comandante do Criciúma Esporte Clube na conquista da Copa do Brasil de Futebol de 1991, e fez o caminho dos romeiros a pé, que liga Criciúma a Caravaggio (Nova Veneza).